# راميرو لوبيز
راميرو لوبيز (بالإسبانية: Ramiro López)‏ هو لاعب كرة قدم أرجنتيني في مركز الوسط، ولد في 31 أكتوبر 1984 في وايلد في الأرجنتين. لعب مع أتلتيكو باتروناتو وأرسنال ساراندي وألماجرو وسارمينتو دي خونين.

## وصلات خارجية
- راميرو لوبيز على موقع قاعدة بيانات كرة القدم.إي يو (الإنجليزية)
- راميرو لوبيز على موقع Soccerway.com (الإنجليزية)